# 安達美帆
安達 美帆（あだち みほ、1975年10月16日 - ）は、埼玉県出身の競艇選手。登録番号3778。埼玉支部所属。

## 来歴
- 1995年6月、戸田競艇場でデビュー。
- 1995年10月、平和島競艇場で初勝利。
- 2001年7月17日、平和島競艇場での「G3 01女子リーグ第9戦」で初優出（6着）[1]。
- 2010年2月24日、若松競艇場での「第37回しぶき杯争奪W優勝戦」で初優勝（優出6回目）。[2]

## エピソード
- 同期に松村賢一、折下寛法、横西奏恵らがいる。